# اولیور هارت
اولیور سایمن دارسی هارت (به انگلیسی: Oliver Simon D'Arcy Hart؛ زادهٔ ۱۹۴۸) اقتصاددان آمریکایی زادهٔ بریتانیا و استاد اقتصاد در دانشگاه هاروارد است. او همراه با بنیت ر. هولمستروم به خاطر کار بر روی نظریهٔ قرارداد برندهٔ جایزهٔ نوبل ۲۰۱۶ در زمینهٔ علم اقتصاد شد.